# Lijst van afleveringen van DuckTales (televisieserie uit 2017)
Dit is een lijst van afleveringen van de Amerikaanse animatieserie DuckTales uit 2017.

## Overzicht
| Seizoen | Afleveringen | Begin NL         | Einde NL       | Begin VS         | Einde VS          | Disney+ |
| ------- | ------------ | ---------------- | -------------- | ---------------- | ----------------- | ------- |
| 1       | 1-25 (25)    | 11 februari 2018 | 1 januari 2019 | 12 augustus 2017 | 18 augustus 2018  | Ja      |
| 2       | 26-50 (25)   | 6 april 2019     | 28 juni 2020   | 20 oktober 2018  | 12 september 2019 | Ja      |
| 3       | 51-75 (25)   | 1 februari 2021  | 9 juni 2021    | 4 april 2020     | 15 maart 2021     | Nee     |

## Seizoen 1
| N° | Uitzenddatum VS   | Uitzenddatum NL/BE | Aflevering NL                                    | Aflevering VS                                   | Disney+ |
| -- | ----------------- | ------------------ | ------------------------------------------------ | ----------------------------------------------- | ------- |
| 1  | 12 augustus 2017  | 10 februari 2018   | Whoe-oe!                                         | Woo-oo!                                         | ja      |
| 2  | 12 augustus 2017  | 10 februari 2018   | Ontsnapping naar/uit Atlantis!                   | Escape To/From Atlantis!                        | ja      |
| 3  | 23 september 2017 | 10 maart 2018      | Een denderend dagje uit!                         | Daytrip of Doom!                                | ja      |
| 4  | 23 september 2017 | 11 maart 2018      | De grote dubbeltjesjacht!                        | The Great Dime Chase!                           | ja      |
| 5  | 30 september 2017 | 17 maart 2018      | Het zware verjaardagsfeestje!                    | The Beagle Birthday Massacre!                   | ja      |
| 6  | 7 oktober 2017    | 18 maart 2018      | De helse Honkie-Tonkies!                         | Terror of the Terra-Firmians!                   | ja      |
| 7  | 14 oktober 2017   | 24 maart 2018      | Het huis van de geluksvogel!                     | The House of the Lucky Gander!                  | ja      |
| 8  | 21 oktober 2017   | 25 maart 2018      | De schurkachtige stage bij Mark Gaai!            | The Infernal Internship of Mark Beaks!          | ja      |
| 9  | 28 oktober 2017   | 31 maart 2018      | De levende mummies van Toth-Ra!                  | The Living Mummies of Toth-Ra!                  | ja      |
| 10 | 2 december 2017   | 1 april 2018       | De niet te beklimmen top van de Mount Neverrest! | The Impossible Summit of Mount Neverrest!       | ja      |
| 11 | 4 mei 2018        | 20 oktober 2018    | De speer van Selene!                             | The Spear of Selene!                            | ja      |
| 12 | 11 mei 2018       | 27 oktober 2018    | Het gevaarlijke G.A.B.B.E.R.-systeem!            | Beware the B.U.D.D.Y. System!                   | ja      |
| 13 | 18 mei 2018       | 7 april 2018       | De verloren banen van Meerschap!                 | The Missing Links of Moorshire!                 | ja      |
| 14 | 25 mei 2018       | 8 april 2018       | Het mysterie van Villa Duck!                     | McMystery at McDuck McManor!                    | ja      |
| 15 | 16 juni 2018      | 10 november 2018   | G€ldhaai!                                        | JAW$!                                           | ja      |
| 16 | 23 juni 2018      | 17 november 2018   | Het gouden meer van de witte kwellingkreek!      | The Golden Lagune of White Agony Plains!        | ja      |
| 17 | 30 juni 2018      | 3 november 2018    | Enig kind-dag!                                   | The Day of the Only Child!                      | ja      |
| 18 | 7 juli 2018       | 24 november 2018   | Uit de vertrouwelijke dossiers van Agent 22!     | From the Confidential Casefiles of Agent 22!    | ja      |
| 19 | 14 juli 2018      | 15 december 2018   | Wie is Roboduck?!                                | Who is Gizmoduck?!                              | ja      |
| 20 | 21 juli 2018      | 8 december 2018    | Oom Dagoberts andere kluis!                      | The Other Bin of Scrooge McDuck!                | ja      |
| 21 | 28 juli 2018      | 1 december 2018    | Luchtpiraten... in de lucht!                     | Sky Pirates... in the Sky!                      | ja      |
| 22 | 4 augustus 2018   | 22 december 2018   | De geheimen van Kasteel McDuck!                  | The Secret(s) of Castle McDuck!                 | ja      |
| 23 | 11 augustus 2018  | 29 december 2018   | De laatste vlucht van de zonnejager!             | The Last Crash of the Sunchaser!                | ja      |
| 24 | 18 augustus 2018  | 1 januari 2019     | Het uur van Zwarte Magica!                       | The Shadow War! (Part 1: The Night of DeSpell!) | ja      |
| 25 | 18 augustus 2018  | 1 januari 2019     | Ducks laten zich niet kisten!                    | The Shadow War! (Part 2: The Day of the Ducks!) | ja      |

## Seizoen 2
| N° | N° 2 | Uitzenddatum VS   | Uitzenddatum NL  | Uitzenddatum BE   | Aflevering NL                          | Aflevering VS                          | Disney+ |
| -- | ---- | ----------------- | ---------------- | ----------------- | -------------------------------------- | -------------------------------------- | ------- |
| 26 | 1    | 20 oktober 2018   | 6 april 2019     | 9 juni 2019       | Een afgrijselijk avondje thuis!        | The Most Dangerous Game... Night!      | Ja      |
| 27 | 2    | 27 oktober 2018   | 7 april 2019     | 15 juni 2019      | De diepte in met Diederik!             | The Depths of Cousin Fethry!           | Ja      |
| 28 | 3    | 3 november 2018   | 13 april 2019    | 22 juni 2019      | De ballade van Hans Saucijs!           | The Ballad of Duke Baloney!            | Ja      |
| 29 | 4    | 10 november 2018  | 14 april 2019    | 29 juni 2019      | Het stadje waar iedereen aardig deed!  | The Town Where Everyone Was Nice!      | Ja      |
| 30 | 5    | 17 november 2018  | 20 april 2019    | 2 augustus 2019   | Vlerkules in Duckstad!                 | Storkules in Duckburg!                 | Ja      |
| 31 | 6    | 1 december 2018   | 21 april 2019    | 11 december 2019  | Verleden Kerst!                        | Last Christmas!                        | Ja      |
| 32 | 7    | 9 maart 2019      | 27 april 2019    | 11 september 2019 | Wat is er met Dumbella Duck gebeurd?!  | What Ever Happened to Della Duck?!     | Ja      |
| 33 | 8    | 7 mei 2019        | 1 juni 2019      | 25 september 2019 | Het wonderlijke geheim van de lamp!    | Treasure of the Found Lamp!            | Ja      |
| 34 | 9    | 8 mei 2019        | 2 juni 2019      | 2 oktober 2019    | Dagobert bandiet!                      | The Outlaw Scrooge McDuck!             | Ja      |
| 35 | 10   | 9 mei 2019        | 8 juni 2019      | 9 oktober 2019    | De kwestie van 87 cent!                | The 87 Cent Solution!                  | Ja      |
| 36 | 11   | 10 mei 2019       | 9 juni 2019      | 16 oktober 2019   | De gouden speer!                       | The Golden Spear!                      | Ja      |
| 37 | 12   | 13 mei 2019       | 10 augustus 2019 | 16 oktober 2019   | Niemand stopt Dumbella Duck!           | Nothing Can Stop Della Duck!           | Ja      |
| 38 | 13   | 14 mei 2019       | 11 augustus 2019 | 23 oktober 2019   | De kraak van de eindtijdkluis!         | Raiders of the Doomsday Vault!         | Ja      |
| 39 | 14   | 15 mei 2019       | 28 april 2019    | 18 september 2019 | Vriendschap is niet betoverend!        | Friendship Hates Magic!                | Ja      |
| 40 | 15   | 16 mei 2019       | 17 augustus 2019 | 30 oktober 2019   | De gevaarlijke chemie van Sandra Gans! | The Dangerous Chemistry of Gandra Dee! | Ja      |
| 41 | 16   | 17 mei 2019       | 18 augustus 2019 | 6 november 2019   | De wraak van de dreiging!              | The Duck Knight Returns!               | Ja      |
| 42 | 17   | 3 september 2019  | 6 juni 2020      | 13 november 2019  | Wat is er met Donald Duck gebeurd?!    | What Ever Happened to Donald Duck?!    | Ja      |
| 43 | 18   | 4 september 2019  | 7 juni 2020      | 17 november 2019  | Gefeliciteerd, Dorus Druif!            | Happy Birthday, Doofus Drake!          | Ja      |
| 44 | 19   | 5 september 2019  | 13 juni 2020     | 27 november 2019  | Een nachtmerrie op Autografheuvel!     | A Nightmare on Killmotor Hill!         | Ja      |
| 45 | 20   | 6 september 2019  | 14 juni 2020     | 4 december 2019   | Het gouden arsenaal van Cornelis Prul! | The Golden Armory of Cornelius Coot!   | Ja      |
| 46 | 21   | 9 september 2019  | 20 juni 2020     | 16 februari 2020  | Tijdnado!                              | Timephoon!                             | Ja      |
| 47 | 22   | 10 september 2019 | 21 juni 2020     | 16 februari 2020  | GlansTales!                            | GlomTales!                             | Ja      |
| 48 | 23   | 11 september 2019 | 27 juni 2020     | 23 februari 2020  | De rijkste eend van de wereld!         | The Richest Duck in the World!         | Ja      |
| 49 | 24   | 12 september 2019 | 28 juni 2020     | 23 februari 2020  | Maanvasie! Deel 1                      | Moonvasion! Part 1                     | Ja      |
| 50 | 25   | 12 september 2019 | 28 juni 2020     | 15 mei 2020       | Maanvasie! Deel 2                      | Moonvasion! Part 2                     | Ja      |

## Seizoen 3
| N° | N° 2 | Uitzenddatum VS   | Uitzenddatum NL  | Uitzenddatum BE  | Aflevering NL                                                                | Aflevering VS                                                     | Disney+ |
| -- | ---- | ----------------- | ---------------- | ---------------- | ---------------------------------------------------------------------------- | ----------------------------------------------------------------- | ------- |
| 51 | 1    | 4 april 2020      | 2 februari 2021  | 7 februari 2021  | De Senior Woudloper-beproeving!                                              | Challenge of the Senior Junior Woodchucks!                        | ja      |
| 52 | 2    | 4 april 2020      | 1 februari 2021  | 6 februari 2021  | Quack Pack!                                                                  | Quack Pack!                                                       | ja      |
| 53 | 3    | 11 april 2020     | 3 februari 2021  | 13 februari 2021 | Dubbel-O-Duck, vergunning tot neerstorten!                                   | Double-O-Duck in You Only Crash Twice!                            | ja      |
| 54 | 4    | 18 april 2020     | 4 februari 2021  | 14 februari 2021 | De verloren harp van Mervana!                                                | The Lost Harp of Mervana!                                         | ja      |
| 55 | 5    | 25 april 2020     | 5 februari 2021  | 20 februari 2021 | Kwaks Elf!                                                                   | Louie's Eleven!                                                   | ja      |
| 56 | 6    | 2 mei 2020        | 8 februari 2021  | 21 februari 2021 | Astro-G.A.S.D.!                                                              | Astro B.O.Y.D.!                                                   | ja      |
| 57 | 7    | 9 mei 2020        | 9 februari 2021  | 27 februari 2021 | Worstelen in het Walhalla!                                                   | The Rumble for Ragnarok!                                          | ja      |
| 58 | 8    | 21 september 2020 | 12 februari 2021 | 28 februari 2021 | De schim en de heks!                                                         | The Phantom and the Sorceress!                                    | ja      |
| 59 | 9    | 28 september 2020 | 11 februari 2021 | 6 maart 2021     | Verloren op Aarde!                                                           | They Put a Moonlander on the Earth!                               | ja      |
| 60 | 10   | 5 oktober 2020    | 10 februari 2021 | 7 maart 2021     | Snoep of ik schiet!                                                          | The Trickening!                                                   | ja      |
| 61 | 11   | 12 oktober 2020   | 17 mei 2021      | 10 april 2021    | De verboden bron van de Zomplanden!                                          | The Forbidden Fountain of the Foreverglades!                      | ja      |
| 62 | 12   | 19 oktober 2020   | 9 juni 2021      | 11 april 2021    | Laten we lekker link gaan doen! (Deel 1: De beschermer!)                     | Let's Get Dangerous! (Part 1: The St. Canardian Guardian!)        | ja      |
| 63 | 13   | 19 oktober 2020   | 9 juni 2021      | 17 april 2021    | Laten we lekker link gaan doen! (Deel 2: Een geval van een foute realiteit!) | Let's Get Dangerous! (Part 2: A Case of Mistaken Reality!)        | ja      |
| 64 | 14   | 26 oktober 2020   | 18 mei 2021      | 18 april 2021    | Ontsnapping uit de antikraakkluis!                                           | Escape from the ImpossiBin!                                       | ja      |
| 65 | 15   | 2 november 2020   | 19 mei 2021      | 24 april 2021    | Het gebroken zwaard van Zwaanstantijn!                                       | The Split Sword of Swanstantine!                                  | ja      |
| 66 | 16   | 9 november 2020   | 20 mei 2021      | 25 april 2021    | Mindere goden!                                                               | New Gods on the Block!                                            | ja      |
| 67 | 17   | 16 november 2020  | 21 mei 2021      | 1 mei 2021       | Het eerste avontuur!                                                         | The First Adventure!                                              | ja      |
| 68 | 18   | 23 november 2020  | 24 mei 2021      | 2 mei 2021       | De strijd om Kasteel McDuck!                                                 | The Fight for Castle McDuck!                                      | ja      |
| 69 | 19   | 30 november 2020  | 25 mei 2021      |                  | De Kerstman die Kerstmis stal!                                               | How Santa Stole Christmas!                                        | ja      |
| 70 | 20   | 22 februari 2021  | 26 mei 2021      | 8 mei 2021       | Snavels in de schulp!                                                        | Beaks in the Shell!                                               | ja      |
| 71 | 21   | 1 maart 2021      | 27 mei 2021      | 9 mei 2021       | De verloren vracht                                                           | The Lost Cargo of Kit Cloudkicker!                                | ja      |
| 72 | 22   | 8 maart 2021      | 28 mei 2021      | 21 april 2022    | Het leven en de misdaden van Dagobert Duck!                                  | The Life and Crimes of Scrooge McDuck!                            | ja      |
| 73 | 23   | 15 maart 2021     | 29 mei 2021      | 9 juni 2021      | Het laatste avontuur! (Deel 1: Een verhaal van drie Webby's)                 | The Last Adventure! (Part 1: A Tale of Three Webbys!)             | ja      |
| 74 | 24   | 15 maart 2021     | 29 mei 2021      | 9 juni 2021      | Het laatste avontuur! (Deel 2: De verloren bibliotheek van Isabella Finch!)  | The Last Adventure! (Part 2: The Lost Library of Isabella Finch!) | ja      |
| 75 | 25   | 15 maart 2021     | 29 mei 2021      | 9 juni 2021      | Het laatste avontuur! (Deel 3: Het contract)                                 | The Last Adventure! (Part 3: Tale's End!)                         | ja      |